# Глущенко Іван Євдокимович
Іван Євдокимович Глущенко (28 липня 1907— 4 грудня 1987) — український і радянський агробіолог і селекціонер рослин, прибічник Трохима Лисенка.

## Біографія
Іван Євдокимович народився 28 липня 1907 року у м. Лисянка Звенигородського повіту Київської губернії (нині смт Черкаської області).
У 1918 році учень вищої початкової школи імені Т. Г. Шевченка.
У 1930 році закінчив Харківський агрономічний інститут.
З 1930 по 1936 роки навчався в Харківському сільськогосподарському інституті.
З 1939 по 1965 роки був співробітником Інституту генетики АН СРСР, де з 1941 року очолював лабораторію генетики рослин.
У 1948 році виступав на серпневій сесії Всесоюзної академії сільськогосподарських наук імені В. І. Леніна (ВАСГНІЛ).
З 1949 по 1954 роки був призначений ученим секретарем Президії АН СРСР.
З 1965 по 1975 роки завідував лабораторією експериментальної біології сільськогосподарських рослин у Ґрунтовому інституті ВАСГНІЛ.
З 1976 по 1986 роки завідував лабораторією розвитку рослин Всесоюзного інституту прикладної молекулярної біології та генетики ВАСГНІЛ. Останні роки життя був консультантом лабораторії розвитку сільськогосподарських рослин Всесоюзного інституту сільськогосподарської біотехнології.
У 1947 році захистив дисертацію доктора біологічних наук, 1948 року здобув звання професора. 1956 року обраний академіком ВАСГНІЛ.
Помер у Москві 1987 року, похований у Лисянці.
У Лисянці на його честь названо вулицю.

## Наукова діяльність
Працював у руслі псевдонаукової школи Трохима Лисенка. Досліджував вегетативну гібридизацію пасльонових, вирощування картоплі верхівками, стверджував генетичну неоднорідність різних тканин однієї рослини. Також вивчав гібридизацію рослин, вивів низку сортів озимої та ярої пшениці.
Російський історик науки Михайло Конашев називає Глущенка одним з 25 найближчих прибічників Лисенка, які публікувалися в його журналі «Агробіологія».

## Нагороди
- двічі лауреат Сталінської премії (1943, 1950);
- премія імені О. Баха АН СРСР (1951);
- Золота медаль ім. І. Мічуріна ВАСГНІЛ (1955)